# Siergiej Suzdalew
Siergiej Pietrowicz Suzdalew (ros. Сергей Петрович Суздалев, ur. 1908, zm. 1969) – radziecki dyplomata.

## Życiorys
Członek KPZR, od 1940 pracował w Ludowym Komisariacie Spraw Zagranicznych ZSRR, w 1946–1947 był starszym pomocnikiem, a 1947–1949 zastępcą doradcy politycznego Rady Sojuszniczej w Japonii. W 1949–1951 radca Przedstawicielstwa ZSRR w Dalekowschodniej Komisji w Waszyngtonie, od 31 lipca 1953 do 17 czerwca 1955 ambasador nadzwyczajny i pełnomocny ZSRR w Korei Północnej, od czerwca 1955 radca Wydziału Dalekowschodniego Ministerstwa Spraw Zagranicznych ZSRR, później zastępca kierownika tego wydziału. W 1957–1958 zastępca generalnego sekretarza MSZ ZSRR, w 1958–1963 radca-poseł Ambasady ZSRR w Japonii, 1963–1969 zastępca kierownika Wydziału I Afrykańskiego MSZ ZSRR.